# Cartoixa de Viaceli
La Cartoixa de Viaceli fou un monestir cartoixà ubicat a la ciutat d'Oriola al Baix Segura, més exactament a la Devesa de Campoamor.
Va ser la cinquena cartoixa establida al Regne de València, el 1640, per tant la més moderna (si exceptuem la femenina de Benifassà) de les catorze de la Província de Catalunya i l'última també de les vint-i-tres cases cartoixanes de la península Ibèrica.

## Història
S'ubicà a l'antic convent de Sant Genís, a uns vint-i-cinc quilòmetres de la ciutat, al paratge de la devesa de Campoamor. La seua fundació es deu al cavaller oriolà Tomàs Pedrós, qui el 1639 donà tots els seus béns a la cartoixa de Portaceli, amb la condició que aquesta es fera càrrec de la nova fundació.
Aquesta fundació s'aprovà l'any segúent pel Capítol General, el primer prior va ser Francesc Medina, natural de Villena, amic del fundador i profés de Portaceli, d'on havia sigut prior dues vegades, així com d'Aracristi. Dins primers monjos que l'acompanyaven estava Francesc Pallàs, profés de Valldecrist, i autor insigne d'obres d'espiritualitat i en la vocació del qual influí l'ardiaca i futur bisbe d'Oriola En Joan Garcia Artés, decidit protector de la nova cartoixa.
En un primer moment s'instal·laren a l'ermita de Sant Cristòfol, propera a Oriola. Quan els mercedaris desocuparen el convent de Sant Genís, la nova comunitat s'hi instal·là, per a la qual cosa el seu primer procurador, Bartomeu Santolín, negocià les capitulacions amb els jurats d'Oriola al consistori del qual pertanyia el convent.
El nou monestir estava pròxim al mar i allunyat de la ciutat, els cartoixans feren les reformes adients al convent per adequar-lo a l'estil de vida cartoixà. Però als pocs anys, a causa de problemes endèmics i altres tan greus com la pesta de 1648, que assolà la zona, causant estralls entre els religiosos, el bisbe oriolà En Lluís Crespí de Borja, protector tanmateix de la cartoixa, instà a la comunitat a traslladar-se a una granja junt a la Torre Masquefa, a l'horta d'Oriola, fet que succeí el 1654.
La nova ubicació resultà malsana i poc apta per als cartoixans (fou "sepultura de religiosos"), cosa que obligà a tornar a Sant Genís el 1656, lloc més apropiat per a la vida contemplativa per les dimensions i espai de la seua planura amena, fèrtil i abundant en aigua. Però la pirateria endèmica del Mediterrani obligà el 1662 a traslladar una vegada més la cartoixa a la torre de Masquefa. Aquest fet desagradà añ Capítol General, el qual ordenà als monjos a tornar a Sant Genís i no abandonar-lo sense la seua aprovació.
Finalment, després de quaranta anys amb una vida precària i de calamitats, l'any 1681 la breu i dissortada cartoixa de Via Coeli i Sant Josep se suprimí per manca de recursos.
Després de l'abandó de la vida cartoixana i d'explotació ramadera de la zona durant dos segles, el recinte de Sant Genís encara conserva el nom de "El Convento", subsistint precàriament en estat de degradació.